# Baxter (Minnesota)
Baxter és una població dels Estats Units a l'estat de Minnesota. Segons el cens del 2000 tenia 5.555 habitants.

## Demografia
Segons el cens del 2000, Baxter tenia 5.555 habitants, 1.921 habitatges, i 1.586 famílies. La densitat de població era de 123,8 habitants per km².
Dels 1.921 habitatges en un 45,1% hi vivien nens de menys de 18 anys, en un 72,4% hi vivien parelles casades, en un 8% dones solteres, i en un 17,4% no eren unitats familiars. En el 14,2% dels habitatges hi vivien persones soles el 6,1% de les quals corresponia a persones de 65 anys o més que vivien soles. El nombre mitjà de persones vivint en cada habitatge era de 2,87 i el nombre mitjà de persones que vivien en cada família era de 3,17.
Per edats la població es repartia de la següent manera: un 31,7% tenia menys de 18 anys, un 6,5% entre 18 i 24, un 28,6% entre 25 i 44, un 22,8% de 45 a 60 i un 10,4% 65 anys o més.
L'edat mediana era de 36 anys. Per cada 100 dones de 18 o més anys hi havia 90,7 homes.
La renda mediana per habitatge era de 52.289 $ i la renda mediana per família de 55.838 $. Els homes tenien una renda mediana de 38.375 $ mentre que les dones 26.667 $. La renda per capita de la població era de 19.772 $. Entorn del 2,3% de les famílies i el 5% de la població estaven per davall del llindar de pobresa.

## Poblacions més properes
El següent diagrama mostra les poblacions més properes.